# Елизабет фон Насау-Вайлбург-Висбаден
Вижте пояснителната страница за други личности с името Елизабет фон Насау.
Елизабет фон Насау-Вайлбург-Висбаден (на немски: Elisabeth von Nassau-Weilburg-Wiesbaden; * ок. 1318/1326; † ок. 1370/сл. 18 април 1359) от Валрамската линия на Дом Насау, е графиня от Насау-Вайлбург-Висбаден и чрез женитба господарка на Хоенлое и Уфенхайм-Шпекфелд.

## Произход
Тя е дъщеря на граф Герлах I фон Насау (1288 – 1361) и първата му съпруга ландграфиня Агнес фон Хесен (1292 – 1332), дъщеря на ландграф Хайнрих Млади фон Хесен (1264 – 1298) и Агнес Баварска (1276 – 1345), сестра на император Лудвиг Баварски (1282 – 1347). Баща ѝ Герлах I е вторият син на император Адолф от Насау (1250 – 1298) и се жени през 1337 г. втори път за Ирменгард фон Хоенлое-Вайкерсхайм († 1371).
Сестра е на Герлах фон Насау, архиепископ на Майнц (1346 – 1371).

## Фамилия
Елизабет се омъжва пр. 16 август 1326 г. за Лудвиг фон Хоенлое (* пр. 1312; † между 18 февруари и 15 август 1356), големият син на господар Албрехт II фон Хоенлое-Уфенхайм († 1312) и графиня Аделхайд фон Берг-Шелклинген († 1310). Те имат децата:
- Герлах (1344 – 1392), женен пр. 13 август 1358 г. за принцеса Маргарета Баварска (1325 – 1374), дъщеря на император Лудвиг IV Баварски (1282 – 1347) и Маргарета Холандска (1310 – 1356)
- Готфрид III († ок. 1387), женен пр. 10 юни 1369 г. за Анна фон Хенеберг († сл.1388), дъщеря на граф Йохан I фон Хенеберг-Шлойзинген
- Аделхайд († 1358/1359), омъжена I. пр. 25 юли 1357 г. за граф Гюнтер XXVI фон Шварцбург-Лойхтенбург-Хойерсверда († 1362), II. пр. 5 юли 1357 г. за Хайнрих фон Хелдрунген († сл. 1382)
- Албрехт († сл. 1383), приор на манастир Хауг във Вюрцбург (1357)
- Фридрих († 11 ноември 1354), каноник в манастир Кларентал при Висбаден (1345 – 1354)
- Адолф († сл. 1370)
- Лудвиг (* 1332; † 10 май 1357), каноник в Бамберг (1339)
- Бертхолд († 24 февруари 1346?)